# OGLE-2018-BLG-0677Lb
OGLE-2018-BLG-0677Lb là một ngoại hành tinh Siêu Trái Đất. Đây là một ngoại hành tinh quay quanh ngôi sao OGLE-2018-BLG-0677L, nó nằm cách Trái Đất khoảng 24.723 năm ánh sáng nó là khoảng cách xa Trái Đất nhất từng được biết đến. Mới được công bố vào ngày 7/5/2020 bằng sử dụng phương pháp quá cảnh hay là Vận tốc xuyên tâm.
Ngày 7/5/2020, theo một tạp chí Thiên Văn tên khá dài là OGLE-2018-BLG-0677Lb và ngôi sao OGLE-2018-BLG-0677L. Theo các nhà nghiên cứu, với khối lượng nặng hơn ít nhất gấp 3.9 lần khối lượng Trái Đất, khoảng cách từ ngôi sao OGLE-2018-BLG-0677 đến OGLE-2018-BLG-0677Lb là từ 0.7 đến 1 AU và khoảng cách từ Mặt Trời đến Trái Đất là 150 triệu km, ngoại hành tinh có chu kỳ tự quay khá chậm tương tự như quỹ đạo Sao Hoả là từ 617 ngày Trái Đất.
Ngôi sao OGLE-2018-BLG-0677L có loại quang phổ là K. Nó chiếm 12% Mặt Trời.